# Rubus scoticus
Rubus scoticus är en rosväxtart som först beskrevs av Rogers och A. Ley, och fick sitt nu gällande namn av Eric Smoothey Edees. Rubus scoticus ingår i släktet rubusar, och familjen rosväxter. Inga underarter finns listade i Catalogue of Life.